# Bobby Trainor
Robert "Bobby" Trainor (25 de abril de 1934) é um ex-futebolista norte-irlandês que atuava como zagueiro.

## Carreira
Trainor competiu na Copa do Mundo FIFA de 1958, sediada na Suécia, na qual a sua seleção terminou na sétima colocação dentre os 16 participantes.